# Myotragus
Myotragus és un gènere fòssil dins la subfamília dels Caprinae. Descendeix d'algun caprí indeterminat europeu que va arribar a les Gimnèsies durant la crisi de salinitat del Messinià (fa entre 5,9 i 5,3 milions d'anys) i després de la transgressió del Plistocè quedà aïllat. La seva evolució independent va donar lloc a Myotragus, d'igual manera que a Sardenya es va produir un fenomen similar amb Nesogoral, amb el qual podria compartir un ancestre comú. L'evolució cronològica del gènere ha donat lloc a la classificació en diferents espècies segons el seu estadi evolutiu.

## Distribució
Les espècies d'aquest gènere que han estat descobertes a les Illes Balears daten del Pliocè a l'Holocè. La distribució del gènere a cada una de les illes i, per tant, el seu procés evolutiu particular, presenta importants problemes interpretatius. A l'estadi final, l'espècie balearicus és present a Mallorca, a Dragonera, a Cabrera i a Menorca sense que hi hagi divergències significatives, cosa difícil d'entendre atesa la marcada evolució del gènere a causa de la insularitat. Mentrestant, les espècies anteriors només s'han trobat a Mallorca, tret d'un cas a Menorca (inicialment denominat binigaudensis); els seus descobridors, Salvador Moyà i Solà i Joan Pons i Moyà, proposaren una evolució independent per a cada illa fins que un nou episodi de descens del nivell de la mar, que situen a la glaciació de Riss, va tenir prou entitat per a tornar a unir les illes, possibilitant així una nova colonització procedent de Mallorca. Els myotragus anteriors menorquins ja s'haurien extingit o, en tot cas, haurien estat substituïts. El tema és controvertit atesa l'escassetat de registres menorquins anteriors al balearicus, però resta plantejat.

## Llista d'espècies d'acord amb la seqüència cronològica
- Pliocè inferior
  - Myotragus palomboi Bover, Quintana i Alcover, 2010 (Mallorca)
  - Myotragus pepgonellae Moyà-Solà i Pons-Moyà 1983 (Mallorca)
- Pliocè superior
  - Myotragus antiquus Pons-Moyà 1977 (Mallorca)
- Plistocè inferior inicial
  - Myotragus kopperi Moyà-Solà i Pons-Moyà 1981 (Mallorca)
- Plistocè inferior final
  - Myotragus batei Crusafont-Pairó i Adrover 1965 (Mallorca i Menorca). Sinònim: Myotragus binigausensis Moyà-Solà i Pons-Moyà 1980 (Menorca)
- Del Plistocè mitjà a l'Holocè
  - Myotragus balearicus Bate 1909 (Mallorca, Cabrera, Dragonera i Menorca)

### Publicació original
- Bate, 1909 : I. Preliminary Note on a New Artiodactyle from Majorca, Myotragus balearicus, gen. et sp. nov. Geological Magazine, vol. 6, p. 385–388.

### Altres publicacions
- Una nueva especie del género Myotragus Bate, 1909 (Mammalia, Bovidae) en la isla de Menorca: Myotragus binigausensis nov. sp. Implicaciones paleozoogeográficas Salvador Moya-Sola i Joan Pons-Moya
- A new species of Myotragus Bate, 1909 (Artiodactyla, Caprinae) from the Early Pliocene of Mallorca (Balearic Islands, western Mediterranean) Pere Bover, Josep Quintana i Josep Antoni Alcover.